# Peristicta lizeria
Peristicta lizeria är en trollsländeart som beskrevs av Luisa Eugenia Navas 1920. Peristicta lizeria ingår i släktet Peristicta och familjen Protoneuridae. IUCN kategoriserar arten globalt som otillräckligt studerad. Inga underarter finns listade i Catalogue of Life.